# Gießelbach
Gießelbach ist ein Ortsteil der Gemeinde Ruppichteroth.

## Geographie
Der Ort liegt auf den Hängen des Bergischen Landes. Nachbarorte sind Retscheroth im Südwesten und Hambuchen im Südosten. Der Ort ist über die Landesstraße 312 erreichbar.

## Geschichte
1809 hatte Gießelbach 40 katholische Einwohner.
1910 waren für den Ort die Haushalte Tagelöhner Heinrich Gießelbach, die Familien Happ mit Ackerer Christian, Ackerer Peter Josef und Tagelöhner Wilhelm, Ackerer Christian Heuser, Wegebauunternehmer Peter Josef Heuser, Ackerer Christian Lutz, Wwe. Josef Lutz, zwei Ackerer Josef Müller und Maurer Joh. Trapp verzeichnet.